# Договор Хея—Эррана
Договор Хея—Эррана (анг. Hay-Herrán Treaty) — межгосударственный договор, подписанный 22 января 1903 года госсекретарём США Джоном Хеем и колумбийским послом Томасом Эрраном.
С 1881 года начались работы по строительству Панамского канала. После краха французской попытки начались переговоры о строительстве канала с правительством США. Разразившаяся в 1899—1902 годах «Тысячедневная война» причинила огромный ущерб региону, и строительство и эксплуатация канала стали надеждой колумбийцев на получение источника доходов.
Согласно договору, США получали в аренду на 100 лет полосу шириной 6 миль, пролегающую через Панамский перешеек от Атлантического до Тихого океана. За это США обязались выплатить Колумбии золотом 10 миллионов долларов США сразу, и платить по 250 тысяч долларов США ежегодно в течение всего срока аренды.
Сенат США ратифицировал договор уже 14 марта 1903 года, однако ратификация в Колумбии не состоялась: учитывая, что Новой компании Панамского канала правительство США было готово выделить 40 миллионов долларов, колумбийские конгрессмены решили, что посол Эрран продешевил. Правительство США отказалось менять условия договора, и предпочло поддержать панамских сепаратистов, что привело к
отделению Панамы от Колумбии.